# メカアマト MOVIE
『メカアマト MOVIE』（メカアマト ムービー、原題：Mechamato Movie）は、マレーシア の合作による ・公開されたCGアニメーション映画。 モンスタ・スタジオが制作する。 を原作とし、アーマンド・エズラ、アズラン・ナジル、

## 概要
マレーシアのアニメスタジオ・モンスタ スタジオによって制作され、アジアを中心に世界中で話題になっている。日本では「東京アニメアワードフェスティバル 2023」にてアニメ オブ ザ イヤー部門アニメファン賞を受賞している。 日本では2024年1月19日に劇場公開された 。 また、 劇場公開されるモンスタ・スタジオの映画の最初の日本語吹き替え

## ストーリー
ある日、墜落した謎の宇宙船を発見した少年アマトはロボットのメカボットと会う。あらゆるものをハイテク機器にメカナイズする能力を持ったメカボットの新たなマスターになったアマトであったが、メカボットを追って宇宙からやってきた邪悪なエイリアン、グラカカス将軍に狙われる。アマトとメカボットは協力してこのピンチを乗り越える。

## 主な登場人物
アマト（Amato）
本作の主人公。心が優しく、創造的で想像力豊かな少年。メカボットのマスター。
メカボット（Mechabot）
赤くて強力な球形のロボット。あらゆるものをメカナイズする能力を持つ。パートナーのアマトの指示に従ってメカナイズする。
ピアン（Pian）
アマトの親友。
マーラ（Mara）
車椅子使いの少女。アマトやピアンと同じ学校に通っている。
ディープ（Deep）
アマトの親友で、元気いっぱいの少年。ビデオゲームで遊ぶのが得意。
グラカカス将軍（Grakakus）
本作に登場する、宇宙からやってきた邪悪なエイリアン。
アマン氏 / マスクマナ (Maskmana)
アマン氏はマスクマナとなる3人のうちの1人、マスクマナのスーツと兵器を開発したデスター社のオーナーであり、ピアンの父親。

### 脇役
ビュラ (Bula)
スケジュールに基づいて被害者を追い詰めて迫害するいじめっ子。
ビリ (Billi)
ブーラの右腕

## 声の出演
| 役名                           | 役名           | 俳優                         | 俳優       |
| 役名                           | 役名           | 原語版                       | 日本語吹替 |
| ------------------------------ | -------------- | ---------------------------- | ---------- |
| アマト                         | 台詞           | アーマンド・エズラ           | 村瀬歩     |
| アマト                         | 大人           | イルワン・ザフィール         | 櫻井孝宏   |
| メカボット                     | メカボット     | アズラン・ナジル             | 松岡禎丞   |
| ピアン                         | ピアン         | イエルハム・イスカンダル     | 白石涼子   |
| マーラ                         | マーラ         | マリッサ・バルキス           | 加藤英美里 |
| ディープ                       | ディープ       | ファズリーン・モフド         | 大谷理美   |
| アマン氏 / マスクマナ          |                |                              |            |
| グラカカス将軍                 | グラカカス将軍 | ファドリ・モハド・ラウィ     | 津田健次郎 |
| ドロイド                       |                |                              |            |
| ヌクマン・ラジャ・ノールディン | 山神敏史       |                              |            |
| モフド・シャビル・シャミン     | 山神敏史       |                              |            |
| ナズミーン・ナシル             | -              |                              |            |
| ビュラ                         | ビュラ         | ニザム・ラザク               | -          |
| ビリ                           | ビリ           | アズルル ファズラン ハムダン | -          |

## 主題歌
｢ともダチ」
るーかによるエンディングテーマ。

### 日本語版制作スタッフ
- 演出：春日一伸
- 翻訳：野崎文子
- 録音：吉本晋
- 日本語版制作：イオンエンターテイメント

## 製作
映画の制作は2019年にはすでに始まっており、そのときモンスタは、映画のカットシーンをフィーチャーした長編映画プロジェクトとしての2020年の計画のビデオでメカアマトの計画を明らかにした。映画の公開が延期された後、最初にアニメシリーズの制作に道を譲るために、映画の制作が一時的に中止された。

## 公開
『メカアマト MOVIE』は当初2020年に公開予定だったが、2021年に延期された。しかし、新型コロナウイルス感染症のパンデミック状況やワクチン接種の状況が不透明なため、2020年11月または12月から2021年3月、5月または6月と何度か延期された。2021年、そして最終的には2021年末まで。しかし、アニメシリーズよりも早く映画を公開する計画は、新型コロナウイルス感染症のパンデミックによりキャンセルされ、アニメシリーズはすでに2021年12月に公開される予定のスケジュールに従って開発されていた。 2022年7月8日、ニザムはモンスタがリリース日の決定に向けて取り組んでおり、マレーシア、インドネシア、ブルネイの年末の学校休暇中にリリースされる予定であると発表した。その後、イオンエンターテイメントが配給し、2024年1月19日に日本の映画館で公開されることが決定した。この映画はマレーシア初のアニメーションおよびアストロ・ショー映画として日本で公開される。